# Klasztor Świętego Teodozego
Klasztor Świętego Teodozego, (także: klasztor Świętego Teodozjusza) – monaster założony przez św. Teodozego Cenobiarchę, zlokalizowany w miejscowości Al-Ubajdijja, 12 kilometrów na wschód od Betlejem. Klasztor został zniszczony podczas najazdu perskiego w VII wieku. Odbudowany, funkcjonował do XV wieku. W 1900 został przejęty przez Prawosławny patriarchat Jerozolimy i zasiedlony ponownie przez mnichów. W klasztorze znajduje się grobowiec świętego Teodozjusza.
Brytyjski archeolog Sean Kingsley uważa, że przed wiekami, w tym klasztorze mogła zostać ukryta menora (świecznik ze Świątyni Jerozolimskiej), wraz z resztą precjozów świątynnych. Zdaniem archeologa, sprzęty te, po zdobyciu Jerozolimy przez Rzymian w 70 roku zostały przeniesione do Rzymu jako łup wojenny, ale po latach z resztą precjozów świątynnych miały wrócić do Palestyny. Twierdzi, że w „Chronographii” Teofana Wyznawcy znalazł informację, jakoby Genzeryk, król Wandalów, który w 455 roku zdobył Rzym, zagarnął tam także łupy Tytusa z Jerozolimy i przewiózł je do Kartaginy. Następnie, według Kingsleya, po pokonaniu w 533 roku Wandalów przez Belizariusza, skarby świątynne przetransportowano do Konstantynopola, skąd około 560 roku miały trafić do Jerozolimy. W obliczu najazdu Persów w 614 roku, miały zostać zdeponowane właśnie w klasztorze Świętego Teodozego.